# Funkferngesteuertes Modellauto

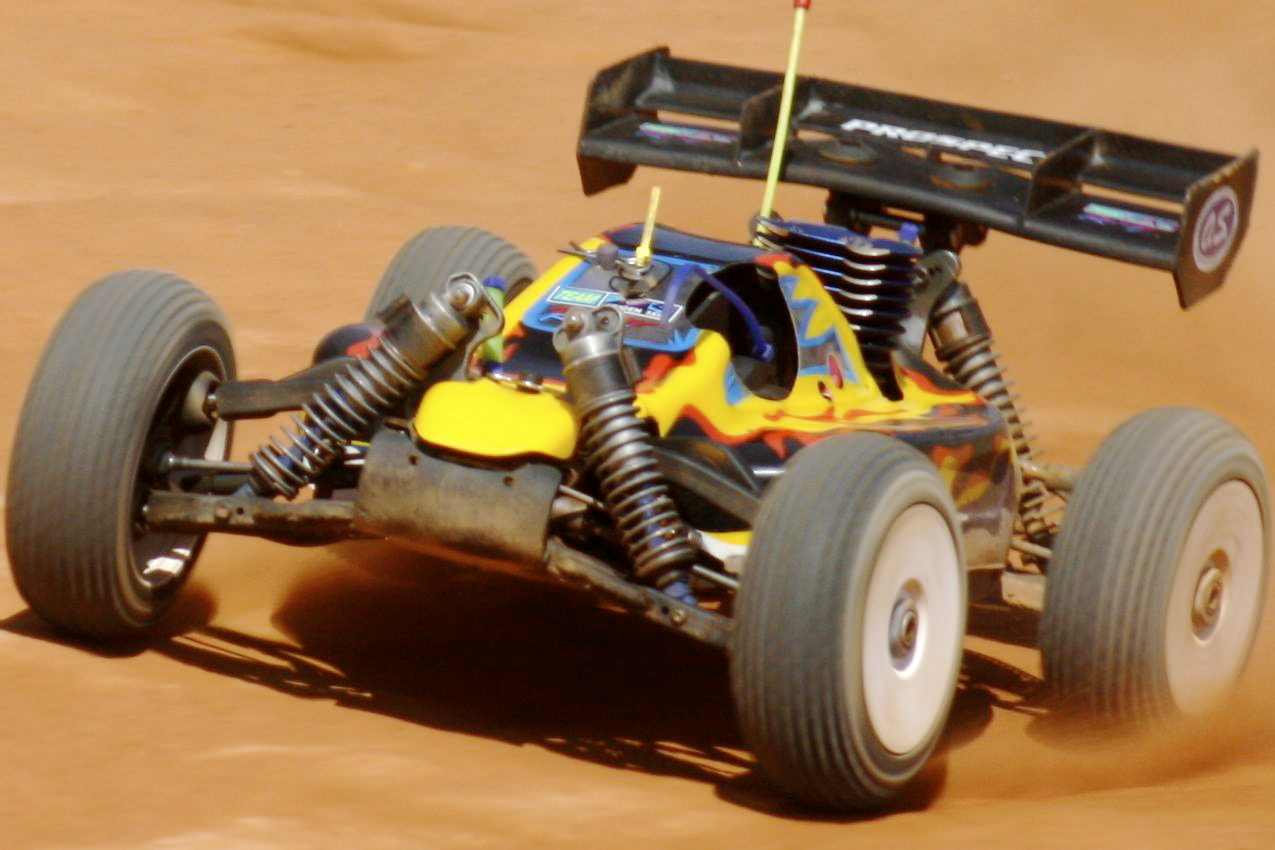
Funkferngesteuerter Buggy mit Verbrennungsmotor und Einzelradaufhängung im Gelände

Ein funkferngesteuertes Modellauto oder RC-Car (Abkürzung für radio controlled car, bei Spielzeugautos remote controlled car) ist ein Modellauto, das per Funk ferngesteuert wird. Meist in Form einer Fernbedienung. Gebräuchliche Maßstäbe sind 1:5, 1:6, 1:7, 1:8, 1:10, 1:12, 1:18, 1:24 und 1:36. Bei immer mehr RC-Autos hat nur noch die lackierte Kunststoffabdeckung die ehemalige Modellfunktion, während sie bei Antriebs- und Fahrwerksbauteilen in den Hintergrund getreten ist.
Funkgesteuerte Autos werden grob in zwei Gruppen eingeteilt: einerseits kostengünstige und zumeist langsame Spielzeugautos für Kinder (engl. Bezeichnung „Toy-Grade“), andererseits teurere Modellautos im Hobby-Modellbau („Hobby-Grade“). Dieser Artikel behandelt letztere Gruppe.
Der Zusammenbau, Betrieb und die Wartung von funkferngesteuerten Fahrzeugen erfordert Übung und Erfahrung, weshalb sie nicht als Kinderspielzeug angesehen werden. Das Fahren funkferngesteuerter Fahrzeuge erfolgt selten allein, viele Fahrer fahren in ihrer Freizeit Rundkurse im lockeren Wettbewerb. Es existieren auch Rennveranstaltungen mit Jugend- und Erwachsenen-Rennserien, welche von Fahrern, Händlern oder Herstellern organisiert werden.
Seit Ende der 1980er Jahre gibt es auch funkferngesteuerte LKW im Maßstab 1:87, etwa seit 2003 auch funkferngesteuerte PKW im Maßstab 1:87. Diese Modelle werden nicht als RC-Cars bezeichnet, man findet sie unter den Mikromodellen.

## Varianten des Modellerwerbs

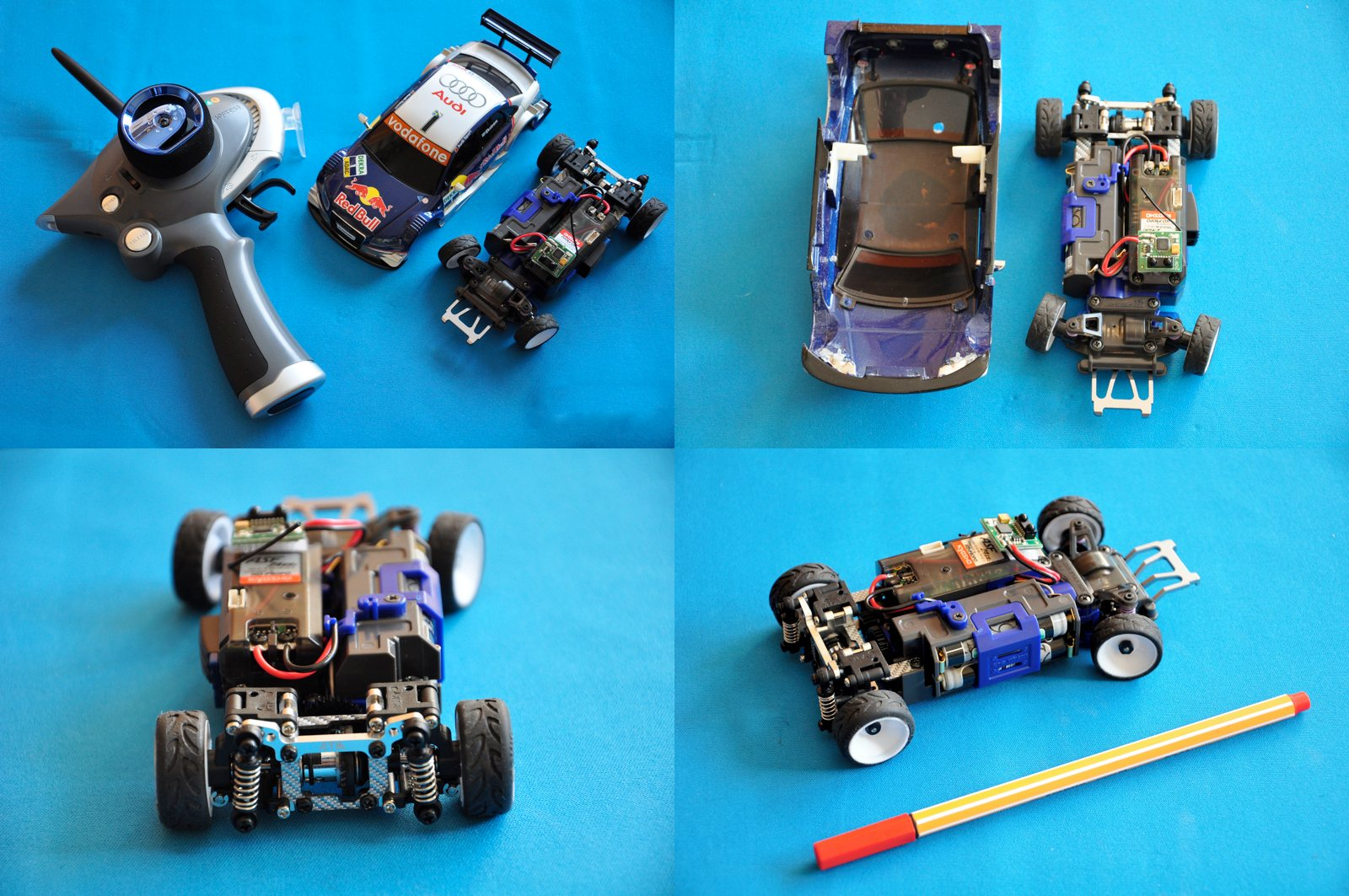
Ein Ready-to-Run-Modellauto im Miniaturformat Mini-Z, links oben die Fernsteuerung mit für Autofernsteuerungen typischem „Pistolengriff“

### RTR-Modell (Ready to Run)
Unter Ready to Run versteht man ein fertig zusammengebautes Modell inklusive der kompletten Fernsteuerung. Zur Fernsteuerung gehören Servo, Empfänger und Sender, oft auch der Akkupack als Energiequelle und Traktionsbatterie für das Modell. Diese Form von funkferngesteuerten Autos hat allerdings den Nachteil, dass es vielen Anfängern schwerfällt, ihr Auto bei einer etwaigen Beschädigung zu reparieren.
Obwohl das Modell schon fertig zusammengebaut ist, benötigt man für den Betrieb oft zusätzliches Zubehör wie Batterien für die Fernbedienung, oder, bei Modellen mit Verbrennungsmotor, Treibstoff.

### ARR-Modell (Almost ready to Run)
Ein ARR-Modell ist ein komplett vormontiertes Modell, bei dem keine Fernsteuerung, kein Empfänger und meist auch kein Akku enthalten ist.

### BND-Modell (Bind and Drive)
Ein BND-Modell ist ein komplett vormontiertes Modell inklusive Empfänger, jedoch ohne Fernsteuerung (Fernsteuerung und Empfänger müssen noch gebunden werden).

### Bausatz
Ein Bausatz ist ein noch nicht zusammengebautes Modell. Die Bauteile sind passend zusammengestellt. Eine Bauanleitung erklärt den Zusammenbau Schritt für Schritt. Im Gegensatz zu einem RTR-Modell wird separat erhältliches Zubehör wie eine Fernsteuerung und Servos, im Falle eines Wettbewerbs-Chassis auch Motor und Reifen, bei Elektromodellen auch Regler und Ritzel, nicht mitgeliefert. Dies erlaubt dem Käufer im Gegenzug die eigenständige Zusammenstellung des gewünschten Zubehörs.
Bausätze sind eher bei den erfahrenen Modellbauern beliebt. Durch die erworbenen Kenntnisse beim eigenhändigen Zusammenbau des Modells kann die beim Betrieb erforderliche Wartung und Reparatur leichter fallen. Des Weiteren ist die Ausstattung eines Bausatzes in einigen Fällen hochwertiger als bei einem vergleichbaren RTR-Modell.

## Klassen

### LKW
Ferngesteuerte LKW (auch „Modelltruck“ genannt) werden am häufigsten in den Maßstäben 1:16 (Wedico) und 1:14 (Tamiya) gebaut. Die größeren Maßstäbe 1:10, 1:12 und 1:8 sind seltener vertreten. Angetrieben werden diese Modelle meist mit Elektromotoren; bei größeren Maßstäben werden auch Verbrennungsmotoren eingesetzt. Um die Originaltreue zu verbessern, werden oft Beleuchtungen oder Soundmodule eingebaut. Wenn zusätzlich Bewegungsfunktionen eingebaut werden (z. B. ein Kran oder eine Hebebühne), spricht man vom LKW-Funktionsmodell. Weiter unterteilen kann man in US- und Eurotrucks, beziehungsweise in Auflieger, Hängerzüge und Solozugmaschinen.

### Trial & Crawler
Im Trial und Crawling geht es hauptsächlich darum, möglichst präzise durch unwegsames Gelände zu fahren. Die Fahrzeuge verfügen über eine sehr langsame Getriebeübersetzung zur feinfühligeren Beschleunigung. Der Fahrzeugschwerpunkt wird, beispielsweise durch Bleieinsätze in den Rädern, niedrig gehalten um starke Hanglagen ohne Kippen zu bewältigen. In der Regel werden die Differentiale gesperrt, da mit ungesperrten Differentialen viel Antriebskraft verloren geht, wenn z. B. ein Rad keinen Bodenkontakt hat. Die Aufhängung erfolgt überwiegend mit Starrachsen aufgrund ihrer einfachen und stabilen Konstruktion und des Wettkampfreglements. Als Karosserie wird meistens ein LKW-Fahrerhaus verwendet, da die originalen Trial-Fahrzeuge meist umgebaute LKWs sind. Deutschlandweit werden seit 2007 vier Wettbewerbsserien ausgefahren: Norddeutsche Modell-Truck-Trial-Meisterschaft, Ost-Trial, West-Trial, Süd-Trial. Trialmodelle gibt es in allen gängigen Maßstäben von 1:16 bis 1:8. Wie bei den übrigen Trucks sind die echten 1:8 in der Unterzahl, da sie bei einem entsprechenden Vorbild recht unhandlich werden. Zu den Trailern und Crawlern sind in jüngster Zeit sogenannte Scaler hinzugekommen, die, unter Hinnahme von gewissen Einschränkungen bei der Geländegängigkeit, vor allem das Ziel einer hohen Maßstabstreue und Detailgenauigkeit bei Rahmen, Achsen, Karosserien, Innenausstattungen und Anbauten verfolgen.

### Buggys

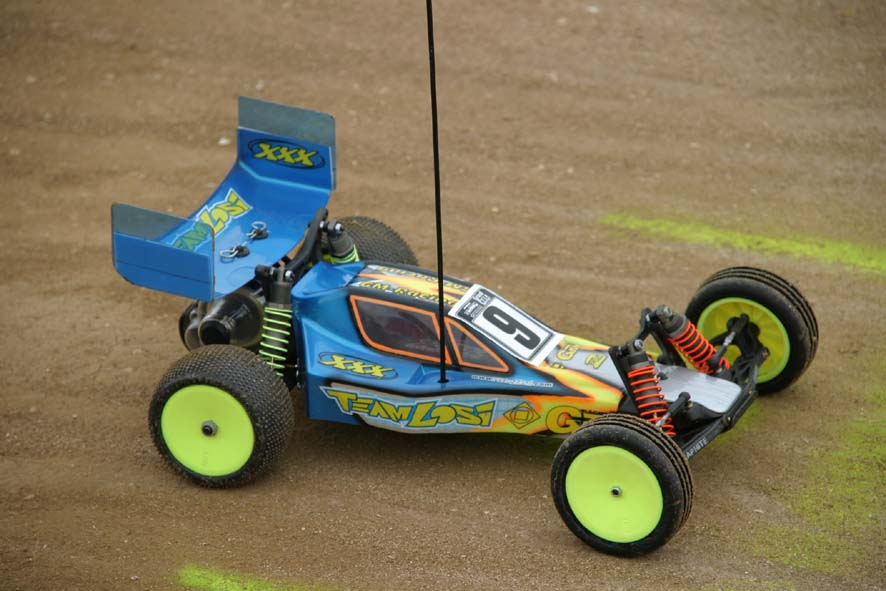
RC Buggy

Buggys sind für den Einsatz im Gelände bzw. abseits asphaltierter Pisten konzipiert. Sie sind im Gegensatz zu den Flachbahnmodellen mit stark profilierten Reifen und einem Fahrwerk mit großem Federweg ausgestattet. Die Getriebe sind oft geschlossen und damit vor dem Eintreten von Schmutz geschützt, aber meist nicht flüssigkeitsdicht. Die Stoßdämpfer arbeiten meist hydraulisch und können mit Ölen verschiedener Viskositäten abgestimmt werden.
Die Karosserien sind mit weit ausgeschnittenen Radhäusern und der größeren Bodenfreiheit auf den Geländeeinsatz abgestimmt. Sie schließen oft bündig mit der Chassiswanne ab, um eine Verschmutzung der innenliegenden Mechanik und Elektronik zu vermeiden. Buggys sind in vielseitigen Ausführungen und Preisklassen erhältlich. Bis zum Maßstab 1:10 werden sie fast ausschließlich von Elektromotoren angetrieben, darüber sind sie oftmals jedoch mit einem Verbrennungsmotor ausgerüstet. So werden im Maßstab 1:8 Motoren mit 3,5 cm³ (im Wettbewerb zugelassen) bis hin zu Motoren mit 5,9 cm³ verwendet. Im Maßstab 1:6-1:5 werden Motoren mit 23 cm³ bis 30 cm³ verwendet. Diese Motoren laufen wie bei allen Modellautos auf sehr hohen Drehzahlen von etwa 2.000 bis über 30.000/min, bzw. bis zu 20.000/min bei Motoren, welche in Großmodellen Verwendung finden. Zubehör- und Aufrüstteile aus CfK, hochfestem Aluminium oder Titan ermöglichen es, die Fahrzeuge individuell auszurüsten und abzustimmen.
Vergleichbar zu der großen Rennszene um 1:10-Glattbahner gibt es auch für Buggys viele Rennveranstaltungen und Wettbewerbe um Landes-, Europa- und Weltmeistertitel.

### Monstertrucks

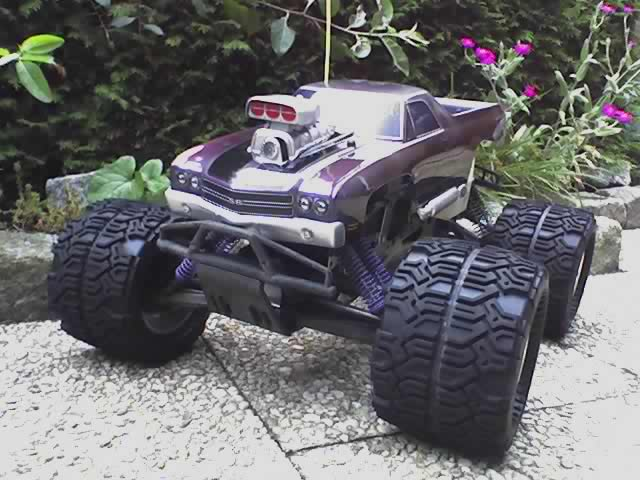
Monstertruck

RC-Monstertrucks zeichnen sich durch sehr große Reifen, aufwändige Stoßdämpfersysteme und gute Geländetauglichkeit aus. Die große Bodenfreiheit bedingt jedoch auch einen hohen Schwerpunkt. Optisch heben sie sich durch ihre Größe stark von den kleineren, eher bodennahen Buggys ab.
Typische Ausstattungen von höherpreisigen Modellen sind Allradantrieb und Doppelmotoren. Nachbauten realer Monstertrucks haben dabei eine vorbildgetreue Starrachsaufhängung, während andere über Einzelradaufhängung verfügen.
Rennveranstaltungen für Monstertrucks sind in Deutschland weniger zahlreich, an deren Stelle treten Wettbewerbe um das Ziehen von Gewichten, Ersteigen von Hügeln oder Wettbewerbe mit Kunstsprüngen.

### Stadium Trucks und Truggys
Stadium Trucks (2WD) und Truggys (4WD) stellen eine Mischform aus Buggy und Monstertruck dar. Diese basieren in der Regel auf einem Buggy-Chassis, welches mit größeren Rädern und Pickup-Truck-Karosserien ausgestattet ist. Die Bodenfreiheit ist etwas größer als bei regulären Buggys. Ähnlich wie bei den Buggys finden hiermit regelmäßig Rennen statt.

### Short Course
Short Course (SC) Trucks sind ihren realen Vorbildern, den Trophy Trucks, nachempfunden. Dabei handelt es sich um getunte Pick-ups, die abseits der Straße etwa beim Baja-1000-Rennen antreten. Wie auch andere Klassen sind RC-Short Course-Trucks sowohl mit Hinterradantrieb als auch Allradantrieb erhältlich. Die breiten Karosserien überdecken im Gegensatz zu anderen Offroad-Klassen auch die Räder und beeinflussen mitunter das Sprungverhalten.
Stunttrucks sind meistens RC-Monstertrucks mit einem kurzen Radstand. Dadurch sind die gut für Stunts wie Backflips oder Wheelies. Die Reifen stehen immer neben der Karosserie und die meisten Stunttrucks sind Allradgetrieben. Außerdem sind die Räder meist sehr groß, was mitunter eine sehr gute Beeinflussbarkeit der Sprünge ergibt.

## Maßstäbe

### Miniatur-RC-Cars (Microsizers)
Dies sind sehr kleine Fahrzeuge (ca. 5 cm lang), bis zu 25 km/h schnell, die man praktisch auf dem Tisch fahren lassen kann. Im Sender befinden sich Batterien, mit denen man einen kleinen Kondensator im Fahrzeug aufladen kann. Die mögliche Fahrzeit beträgt zwischen einer und zwei Minuten. Im Gegensatz zu den „großen Brüdern“ sind Lenkung und Geschwindigkeit nicht stufenlos regelbar; eine „Tip“-Steuerung erlaubt die Geradeausfahrt und Voll-Lenkeinschläge jeweils nach rechts oder links.

### 1:36
Zu den 1:36er-Fahrzeugen gehört zum Beispiel der Team-Losi Micro-T. Sie können ebenso mit Tuningteilen ausgerüstet werden. Draußen kann man aufgrund ihrer Größe nur auf Asphalt fahren. Sie können auch ziemlich schnell werden.

### 1:28
1:28er-RC-Cars sind zum Beispiel Xmods oder Mini-Z, wobei Xmods nicht nur mit Motoren oder Handlingteilen aufgerüstet werden können, sondern auch karosseriemäßige Aufrüstungen möglich sind (z. B. Frontschürze, Motorhaube, Seitenschweller, Heckschürze, Heckspoiler und Felgen), und deshalb vor allem bei Tuning-Freaks beliebt sind. Mini-Z sind vor allem mit luxuriösen Karosserien erhältlich (z. B. Chrysler 300C, Lamborghini Murciélago).
Xmods sind außerdem etwas für RC-Anfänger wegen ihrer Einfachheit. Mittlerweile gibt es auch schon XMods-Evolutions, die noch einfacher strukturiert sind. Mini-Z-Fahrzeuge sind für Rennen besser geeignet und damit etwas für professionelle RC-Car-Nutzer.

### 1:18/16
Dieser Maßstab verbreitete sich recht stark in den letzten Jahren. Hier findet man Fahrzeuge für den Glattbahn- und auch für den Geländeeinsatz. In letzter Zeit wurden sogar Fahrzeuge mit Verbrennungsmotor auf den Markt gebracht. Fahrzeuge dieses Maßstabes haben den Vorteil, dass die bewährte Technik der 1:10-Fahrzeuge angewandt wird, jedoch der Platzbedarf zum Betrieb aber auch zum Lagern der Fahrzeuge erheblich kleiner ist. Durch das geringere Gewicht kommt es bei schwerwiegenden Fahrfehlern zu weniger schweren Beschädigungen. Ebenso ist der Antrieb (Motor, Regler, Akku) preiswerter. Die maximal erreichbaren Geschwindigkeiten liegen bei Geländeautos auch hier bei bis zu 120 km/h, und Glattbahner schaffen es in einzelnen Fällen, die 140-km/h-Marke zu knacken. Diese Geschwindigkeiten sind allerdings nur möglich, wenn man auf ein passendes bürstenloses System zurückgreifen kann und über LiPo-Akkus mit drei bis vier Zellen (11,1–14,8 Volt) verfügt.

### 1:12
Die zweitälteste Klasse im RC-Car-Sport ist die Klasse 1:12 Elektro-Glattbahn. Die Modelle dürfen reglementbedingt keine Einzelradaufhängung an der Hinterachse haben. Der Antrieb erfolgt direkt vom Motor auf die Hinterachse (klassisch über ein Kugeldifferenzial, aber auch immer häufiger auf ein Kegeldifferenzial oder eine Starrachse). Durch diesen „Direct-Drive“-Antrieb erreichen die kleinen Fahrzeuge sehr hohe Geschwindigkeiten. Die so genannten „Pan-Cars“ verfügen an der Hinterachse meist über eine Pendelachse, die die Achse in Längs- und Querrichtung federt und dämpft. Dies wurde früher von so genannten „T-Bars“, T-förmigen Fiberglas- oder Karbonzungen, übernommen. Seit einiger Zeit jedoch werden die meisten Pan-Cars mit „Link“-Achsen konstruiert. Hier wird das „Power-Pod“, also die gesamte Hinterachseinheit inklusive Motor und Differenzial, mittig mit Hilfe einer Kugel am Chassis befestigt. Seitlich wird das Power-Pod mit Links, also Spurstangen oder Kunststoffteilen am Chassis geführt. Link-Chassis benötigen wesentlich weniger Wartung und sind meist einfacher abzustimmen als T-Bar-Fahrzeuge. Die Vorderachse darf über eine Einzelradaufhängung gedämpft werden, wobei ein maximaler Federweg von 15 mm gemessen in Radmitte eingehalten werden muss.
Die erste Europameisterschaft 1:12 fand 1981 statt und wurde vom Briten Neil Francis gewonnen, die erste Weltmeisterschaft folgte ein Jahr später 1982. Hier wurde das gültige System mit zwei Klassen eingeführt, nach dem das Fahrerfeld in die Klassen Spec und Modified aufgeteilt wird. Im so genannten Spec- oder Stock-Racing werden bestimmte leistungsrelevante Bauteile, wie Motoren oder Fahrtenregler reglementiert. Die Spec- und Stock-Klassen waren ursprünglich als Einsteigerklassen gedacht. Im Modified dürfen hingegen alle von den Dachverbänden IFMAR, EFRA sowie dem US-amerikanischen Dachverband ROAR (Remotely Operated Auto Racers) und der asiatischen FEMCA (Far East Model Car Association) homologierten Komponenten ohne Motorlimit oder beschränkter Regler-Technologie verwendet werden. Deutsche Fahrer konnten auf europäischer Ebene viele Meistertitel einfahren.
Lange Zeit waren im Maßstab 1:12 fast ausschließlich Wettbewerbsmodelle auf dem Markt vertreten. Seit einiger Zeit bieten einige Firmen auch wieder Spaßfahrzeuge in diesem Maßstab an. Vor allem Tamiya und XciteRC haben mittlerweile sogar vollgefederte Modelle im Angebot. Der Vorteil dieser Modelle liegt vor allem darin, dass sie weniger Platz als z. B. ein 1:10er RC-Car zum Betrieb benötigen.

### 1:10
In der 1:10er-Klasse gibt es, genau wie auch in der Klasse 1:8, alle Arten von Autos, Buggys, Flachbahnern.
Die Klasse 1:10 gibt es in zwei verschiedenen Antriebsarten, nämlich mit Verbrennungsmotor oder Elektroantrieb. Jedes Jahr findet eine Europameisterschaft und Weltmeisterschaft statt. Bei Elektroautos gab es im Jahr 2000 eine Off-Road-Europameisterschaft und -Weltmeisterschaft; im Jahr 2006 eine On-Road-Europameisterschaft und -Weltmeisterschaft. Im gleichen Jahr fand am Gelände des RMC Wien die 1:10-Buggy-Offroad-Europameisterschaft statt. 2007 fand die 1:10-Elektro-Europameisterschaft in Vaasa statt. Die Elektro-Onroad-Europameisterschaft wurde in Frankreich ausgetragen.

### 1:10-Verbrenner-Glattbahner
Es gibt 3 verschiedene Arten von 1:10-Verbrennern. Die eine heißt einfach nur „1:10“ oder auch „1:10 Breit“ und die andere Art heißt „1:10 Scale“. Diese Modelle haben in den letzten Jahren sehr großen Zuspruch erhalten. Die Wettbewerbsmodelle haben Allradantrieb sowie ein Zweiganggetriebe. Dieses schaltet drehzahlabhängig und sorgt für eine gute Beschleunigung sowie eine hohe Endgeschwindigkeit. Die Wettbewerbsmotoren haben 2,11 cm³ Hubraum mit einer Leistung von rund 1,1 kW und Drehzahlen über 40.000/min. Bei guten Modellen werden Endgeschwindigkeiten von bis zu 125 km/h erreicht. In diesem Bereich gibt es natürlich auch viele Spaßmodelle, die nicht für den Wettbewerbseinsatz ausgelegt sind. Hier können auch andere Motoren von bis zu 3 cm³ verwendet werden. Karosserien gibt es für diesen Maßstab in großen Mengen, hauptsächlich werden aber Nachbildungen von Tourenwagen verwendet.

### 1:8
Man betreibt die Modelle dieser Klasse in der Regel von 3,5-cm³-Zweitaktmotoren bis hin zu 4,6-cm³-Motoren, selten werden auch Viertaktmotoren verbaut, die ursprünglich für den Einsatz in Flugmodellen gedacht sind. Die Motoren haben bis zu 1,5 kW. In jüngster Zeit kommen aber auch zunehmend Modelle mit leistungsstarken Elektroantrieben zum Einsatz. Die Modelle sind ungefähr 50 Zentimeter lang. Man unterscheidet zwischen On-Road- und Off-Road-Modellen.
Mit den richtigen Tuningteilen kann ein Glattbahner (On-Road) im Renneinsatz bis zu 120 km/h erreichen, 100 km/h werden aus dem Stand bereits nach rund zwei Sekunden erreicht. Wettbewerbsmodelle verfügen zum Beispiel über komplett einstellbare Einzelradaufhängung, Fliehkraftkupplung, Zweigang-Getriebe, Scheibenbremse mit Wirkung auf die Hinterachse und Allrad(riemen-)antrieb. Obwohl ein Differential an der Hinterachse erlaubt ist, wird die Hinterachse „starr“ gefahren, um bei den enormen Fliehkräfte von bis zu 7 g ein Durchdrehen des kurveninneren Hinterrades zu vermeiden.
Die Klasse der 1:8er-On-Road wird auch als die Königsklasse des RC-Car-Sports bezeichnet, was auf die verwendete Technik und die erreichbaren Geschwindigkeiten zurückzuführen ist.
Buggys (Off-Road) sind im Vergleich zu den Glattbahnern etwas langsamer. Aber auch Off-Road-Modelle verfügen je nach Ausstattung über Einzelradaufhängung, Fliehkraftkupplung, bis zu drei sperrbare Differentiale, Allradbremse und Allrad(kardan-)antrieb. Ein Zweigang-Getriebe wird in der Regel nicht verwendet. Für den Einsatz bei Wettbewerben sind Motoren bis 3,5 cm³ zugelassen. Die Motoren leisten bei rund 40.000/min etwa 1,93 kW (ca. 2,62 PS). Die Buggymodelle im Maßstab 1:8 sind nach wie vor sehr beliebt, daher gibt es auch sehr viele Hersteller und viele verschiedene Modelle.
Die beiden Rennklassen erfreuen sich noch immer großer Beliebtheit, sind es doch zwei der ältesten Klassen in der Wettbewerbsszene. Eine Mischung aus On-Road- und Off-Road-Modellen stellen die so genannten Rallye-Modelle dar. Hierbei handelt es sich um Modelle im Maßstab 1:8, die über eine größere Bodenfreiheit als reine Glattbahner verfügen, aber nicht für den reinen Geländeeinsatz geeignet sind. Rallye-Modelle sind in Deutschland nicht sehr weit verbreitet.

### 1:6

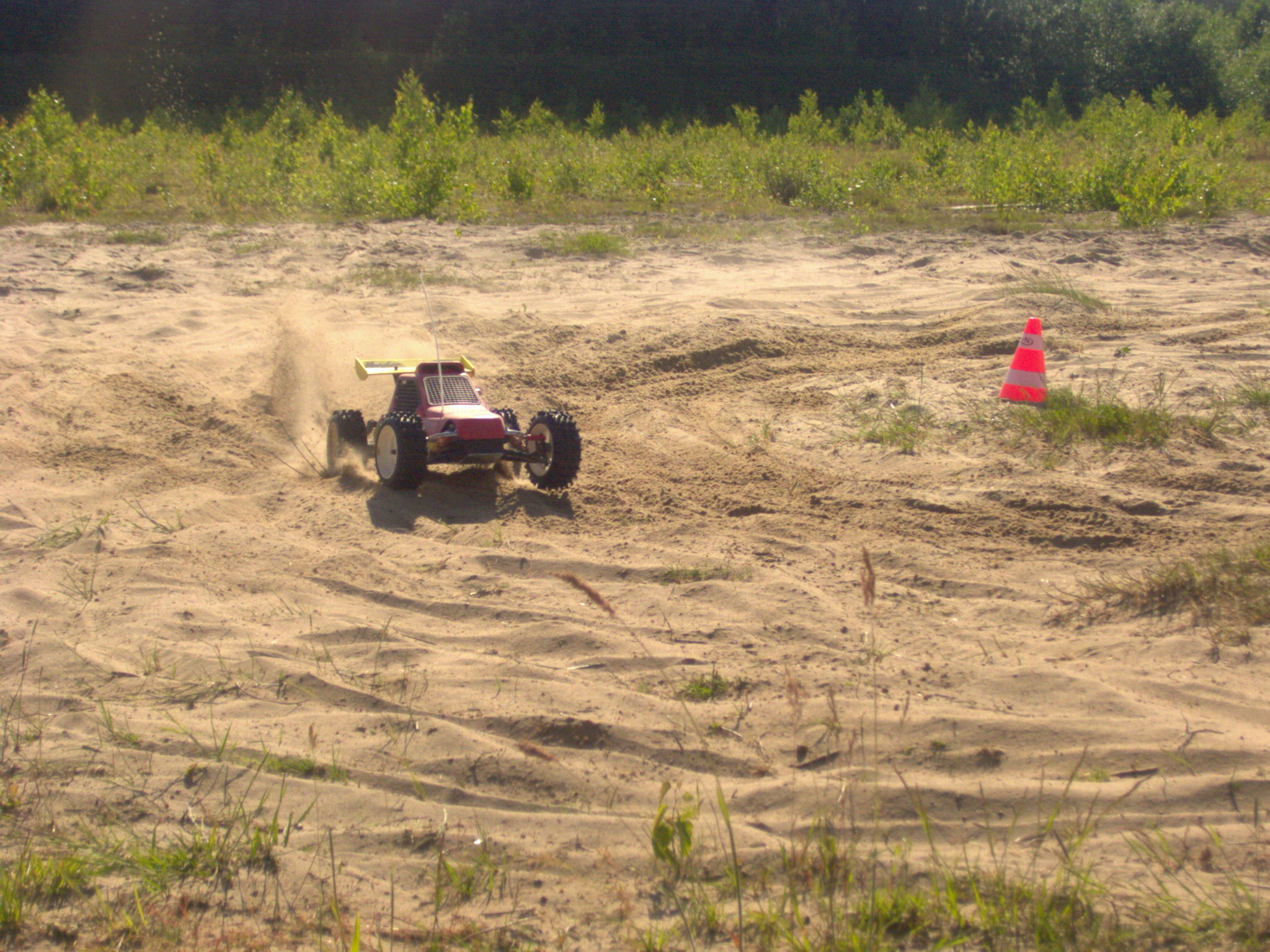
FG Marder

Fahrzeuge dieser Größe können auch größere Unebenheiten relativ einfach überfahren. Angetrieben wird die Hinterachse, es gibt aber auch einige Hersteller, die Allrad-Modelle anbieten. Diese sind auch für Rennen zugelassen.
In den Buggys werden 23-, 24-, 26-, 27- oder 30-cm³-Benzinmotoren verwendet. Diese leisten rund 2,2 kW (oder mehr, je nach Motor) bei einer maximalen Drehzahl von etwa 19.500/min.
Die Tankfüllung reicht für ungefähr 45 Minuten Fahrzeit. Die Tankgröße beträgt 700 ml. Verwendet wird größtenteils ein Gemisch aus Superbenzin und vollsynthetischem Zweitaktöl im Verhältnis 25:1.

### 1:5
Diese Fahrzeuge sind die größten ferngesteuerten Autos. Sie sind bis zu eineinhalb Meter lang und haben ein Gewicht von 10 bis 15 kg. Sie werden mit Ottomotoren angetrieben. Die Motoren haben einen Hubraum von 23 bis 30,5 cm³, mit einer Leistung von 2,2 bis rund 4,7 PS. Das Tankvolumen beträgt 700 ml, das reicht für eine Fahrzeit von bis zu 30 Minuten. Das Laufverhalten der Motoren ist recht problemlos.
Getankt wird Benzin mit etwas Öl (1:25–1:50). Geschwindigkeiten von mehr als 120 km/h sind je nach Modell möglich. Die Bremsen der Modelle werden mit Seilzug- oder Hydraulik betätigt. Die Räder werden entweder zentral über den Antriebsstrang oder einzeln mit einer Bremsscheibe pro Rad gebremst. Die Beliebtheit dieser Modelle ist in den letzten Jahren stetig angestiegen, bei Rennen dieser Modelle wirkt sich die Größe sehr positiv aus. Eingesetzte Materialien sind Alu, CFK und Titan, die Bremsanlagen (mit Hydraulik) oder Differentiale, die eingestellt werden können oder selbstsperrend sind, sowie die Bremsbalance, die per RC-Anlage eingestellt wird, oder die Reifen, die warm gefahren werden müssen und bei einer Vollbremsung quietschen, wirken auf dem Zuschauer sehr real und finden bei Modellbauern großen Anklang. Der einzige Nachteil an großen Modellen ist der weitaus höhere Kostenaufwand (369–5000 Euro).

## Steuerung
Ferngesteuerte Modellautos werden über proportionale, stufenlos regelbare Zweikanal-Fernsteuerungen gesteuert (ein Kanal für Lenkung, je einer für Gas und Bremse), oder bei zusätzlichen Funktionen wie Rückwärtsgang bei Verbrennern, schaltbarer Beleuchtung auch mit drei oder mehr Kanälen.
Die Funkfrequenz, mit der gesendet wird, wird zunächst vom Sendebereich (27 oder 40 MHz, 2,4 GHz) und innerhalb dieses Bereichs vom „Quarz“ bestimmt, genauer der passenden Paarung jeweils eines Quarzes am Sender und eines Quarzes am Empfänger zur Festlegung des genauen Kanales. Dieser Quarz kann problemlos getauscht werden, was vor allem bei Veranstaltungen mit mehreren Fahrzeugen wichtig ist, damit keinesfalls zwei Autos auf derselben Frequenz bewegt werden. Die Folge solcher Überschneidungen ist, dass sich die Signale überlappen und die Fahrzeuge unsteuerbar werden.
Für die Modulation der 27-, 35- und 40-MHz-Frequenzen wird Frequenzmodulation (FM) oder Amplitudenmodulation (AM) verwendet (35 MHz ist für Flugmodellbau reserviert).
Diese mittlerweile veraltete MHz-Technologie kommt allerdings nur noch vereinzelt bei ferngesteuerten Spielzeugfahrzeugen in den untersten Preiskategorien zum Einsatz.
Im Hobbybereich haben sich seit den 2010er Jahren Systeme auf 2,4-GHz-Basis durchgesetzt (z. B. DSM, DSM II, FASST), selbst preisgünstige Einsteiger-Sender sind üblicherweise mit dieser Technik ausgestattet. Die 2,4-GHz-Technik bietet eine Reihe von Vorteilen:
- Hohe Störungsfreiheit.
- Wählt selbst einen freien Kanal aus. Auf diesem Band sind 79 Kanäle verfügbar.
- Lange Antennen werden nicht mehr benötigt.
- Die Funkreichweite erhöht sich je nach Klasse.

Als Nachteil ist zu nennen, dass die Kompatibilität der Empfänger gegenüber den Sendern deutlich abgenommen hat. Selbst Empfänger eines Herstellers sind häufig nur mit bestimmten Sendern des gleichen Herstellers kompatibel, aber nicht mit allen Sendern dieses Herstellers. Hersteller-übergreifende Kompatibilät gibt es nur in seltenen Fällen.
Das Gegenstück zur Fernsteuerung, welche es in zwei Ausführungen gibt (Pistolen- und Knüppelfernsteuerung), ist am Auto der batteriebetriebene Empfänger. Er empfängt das Signal und wandelt es für die Servos sowie den Fahrregler (bei Elektro-Chassis) um. Die notwendige elektrische Energie stammt im Sender meist aus 4 bis 8 einzelnen, seriell verschalteten Nickel-Metallhydrid-Akkumulatoren in standardisierter AA-Mignon-Baugröße, im Modell meist aus speziellen Akkupacks (zunehmend aus Lithium-Ionen-Akkumulatoren), die bei Elektromodellen auch als Traktionsbatterie dienen.
Servos sind dazu da, die Signale des Empfängers in mechanische Bewegungen zu transformieren und die Lenkung, den Vergaserschieber des Verbrennungsmotors oder die Bremse zu betätigen.
In elektrischen RC-Cars wird in der Regel ein stufenloser elektronischer Fahrregler eingesetzt, der direkt an den Empfänger angeschlossen wird und seine Energie aus dem Akkupack erhält.

## Antrieb
Grundsätzlich wird zwischen Verbrennungs- und Elektroantrieb sowie zwischen Zwei- und Vierradantrieb unterschieden.

### Verbrennungsmotor

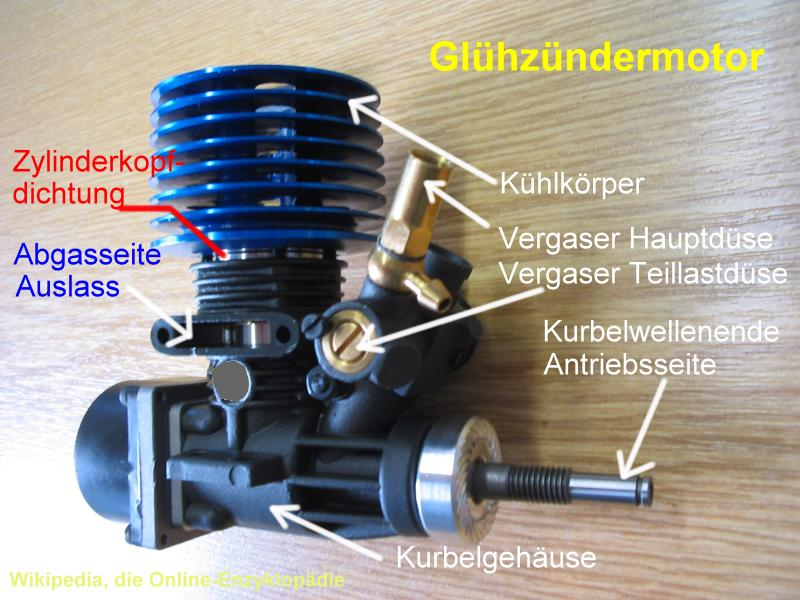
Ein Zweitakt-Glühzündermotor für Automodelle, Hubraum 2,5 cm³, Leistung 0,9 kW bei 19.000/min. Höchstdrehzahl 34.000/min., Höhe einschl. Kühlkörper 85 mm, Gesamtlänge einschl. Kurbelwellenende und Reversierstartergehäuse 110 mm

Als Verbrennungsmotoren („Verbrenner“) werden alle Motoren bezeichnet die zur Erzeugung der Bewegungs-Energie der Kurbelwelle, einen potenziellen Energieträger, wie ihn Benzin (oder ähnliches) darstellt, verbrennen. Bis etwa 10 cm³ Hubraum werden meist so genannte selbstzündende Glühzündermotoren eingesetzt. Bei Großmodellen (1:6, 1:5) werden Fremdzündermotoren mit 23 bis 30,5 cm³ Hubraum eingesetzt. Bei der Mehrzahl der Modellautos liegen die Hubräume im Bereich von etwa 2,11 bis 6 cm³ für Maßstäbe 1:10 und 1:8 beziehungsweise 23 bis 29 cm³ für 1:6- und 1:5-Modelle.
Diese Motoren werden als Zwei- und Viertaktmotoren hergestellt, wobei die Viertaktmotoren meist nicht für RC-Cars, sondern nur für Flug- und Bootsmodelle eingesetzt werden. Als Treibstoff für die Glühzündermotoren dient Methanol mit einem variablen Zusatz an Nitromethan (bis etwa 35 %), wodurch die Leistungsausbeute der Motoren gesteigert werden kann. Je höher aber der Nitromethananteil ist, desto kürzer ist die Lebensdauer des Motors, denn das Nitromethan ist der Sauerstoffträger im Kraftstoff und je höher der Anteil ist, desto mehr Sauerstoff kommt in den Motor zur Verbrennung und der Motor überhitzt schneller und es kommt zum Kolbenklemmer. Daher ist es sehr wichtig, die richtige Einstellung des Vergasers zu finden. Wenn die Einstellung nämlich zu mager ist, ist die Schmierung des Motors nicht oder schwach gewährleistet und der Motor geht früher oder später kaputt. Die Schmierung erfolgt durch Beimischung von speziellen Ölen. Hierbei wird entweder Rizinusöl oder Synthetiköl verwendet. Der Ölanteil beträgt in der Regel mindestens acht Prozent. Dabei hat ein höherer Nitro-Anteil auch einige Vorteile. Der Motor springt so besser an und lässt sich leichter einstellen. Außerdem benötigt der Motor das Nitromethan zur Kühlung.
Als Treibstoff für die Fremdzündermotoren dient die so genannte Zweitaktmischung. Diese besteht aus Benzin mit hoher Klopffestigkeit (95–100 Oktan) und einem speziellen Öl, das sich gut mit dem Benzin vermischt. Die Standard-Mischung ist 1:25, das heißt auf ein Teil Öl kommen 25 Teile Benzin (4 % Öl). Zur Leistungssteigerung wird die Menge des Ölanteils herabgesetzt (1:33–1:50), wodurch jedoch die Lebensdauer der Motoren sinkt. Modellbaumotoren (23–29 cm³) in dieser Hubraumklasse sind im Ursprung Motorsägenmotoren, wobei diese Motoren zur Leistungssteigerung für Modellbauautos umgebaut werden und im Extremfall Drehzahlen von bis zu 20.000/min erreichen.
Die „Fertigmischung“ an den Tankstellen beinhaltet kein Öl, das für diese Drehzahlen ausgelegt ist, somit wird der Treibstoff selbst angemischt.
Gestartet wird der Motor per Seilzug, externem oder eingebautem Elektrostarter, also mit einem Anlasser. Größere Modelle (über 10 cm³ Hubraum) können als reguläre Zweitakt- oder Viertakt-Benzinmotoren mit Hochspannungszündung gebaut werden.
Mit zunehmendem Hubraum wird die Laufruhe und Laufstabilität größer. Auch die Einstellung des Vergasers ist bei Motoren mit größerem Hubraum weniger problematisch.
Mittlerweile ist durch die Erforschung des Brushless-Antriebes bei Elektrofahrzeugen der Leistungsunterschied nicht mehr so groß. Es sind mit beiden Antriebskonzepten Geschwindigkeiten von mehr als 100 km/h erreichbar. Viel Geduld ist beim Einstellen des Vergasers und zeitweise auch beim Starten erforderlich. Auch erfordert ein Verbrennungsmotor eine sorgfältige Pflege und regelmäßige Reinigung. Eine Tankfüllung reicht, je nach Modell und Einstellung, für eine Fahrzeit von fünf Minuten bei einem Glattbahnmodell im Maßstab 1:8 und einem Tank von 125 cm³, bei einem 1:5er reicht die Tankfüllung bis zu 45 Minuten bei einem 700-ml-Tank.

### Elektroantrieb

#### Motortechnik
Elektrobetriebene RC-Cars werden von einem Elektromotor angetrieben. Die stärksten Elektromotoren sind die bürstenlosen Motoren („brushless“). Sie ermöglichen es, mehr Kraft auf die Räder zu bringen, als herkömmliche Motoren. Bürstenlose Motoren erreichen Leerlauf-Drehzahlen von über 100.000 Umdrehungen pro Minute.
Der Motor wird in der Regel über einen elektronischen Fahrtregler gesteuert. Je nach Qualität und Leistung des Reglers und des Motors treten dabei Dauerströme bis 100 Ampere und noch wesentlich höhere Kurzzeitbelastungen beim Beschleunigen sowie beim Blockieren durch „Unfälle“ auf. Bessere Fahrregler haben unter anderem BEC (Battery Elimination Circuit; eine Schaltung, die ein zweites Akkupack für den Empfänger überflüssig macht), EMK-Bremsen (Bremswirkung über den Elektromotor), ABS (Stotterbremse ähnlich dem ABS im „echten“ Auto) oder fein einstellbare Regelbereiche für die Motorleistung (um das Fahrzeug beispielsweise an eine kurvenreichere und dafür langsamere Strecke anzupassen).
Es gibt Elektroregler mit Rückwärtsfahrfunktion und auch ohne. Auf engen Strecken benötigt man häufiger die Rückwärtsfahrt, Regler ohne diese Funktion können kompromisslos für Vorwärtsfahrt optimiert werden. Bei Wettbewerben ist der Einsatz eines Rückwärtsganges nicht erlaubt.
Ein Vorteil dieses Antriebssystems ist, dass der Elektromotor stets unproblematisch funktioniert und nicht gestartet oder eingestellt werden muss. Außerdem kann man mit den meisten dieser Fahrzeuge problemlos auch am Wochenende in Wohngebieten fahren. Auch sind die Unterhaltskosten erheblich niedriger als bei Verbrennungsmotoren. Je nach Motor, Regler, Getriebe und Fahrwerk können sehr hohe Geschwindigkeiten erreicht werden, die Verbrenner-Fahrzeugen in nichts nachstehen.
Die Fahrzeuge können unter günstigen Umständen Geschwindigkeiten bis zu 120 km/h erreichen (Weltrekord bei einem 1:10 liegt zurzeit bei 260 km/h), ihre Motoren erreichen Drehzahlen von bis zu 100.000/min und haben eine Leistung von bis zu 5000 Watt (bürstenlose Motoren). Die Motoren unterscheidet man anhand ihrer Wicklungszahlen, diese reichen von 2,5 bis 55 Wicklungen (Turns). Durch eine niedrigere Wicklungszahl erreicht man höhere Motordrehzahlen bei sehr stark ansteigender Stromaufnahme und sinkendem Drehmoment, durch eine höhere Wicklungszahl steigt das Drehmoment, sinkt die Drehzahl, die Stromaufnahme und damit auch die erreichbare Geschwindigkeit.

#### Energiespeicher
Den Strom erhält der Motor aus einem Akkupack, das üblicherweise aus zwei bis sechs Zellen zu je 3,7 Volt Nennspannung besteht. Bei den Zellen spricht man von S, es werden daher Akkus mit der Bezeichnung 1S verkauft. LiPo-Akkus als Energiequelle sind derzeit am weitesten verbreitet und erreichen Kapazitäten von bis zu 8000 mAh bei Lipos mit zwei Zellen. Vormals eingesetzte NiCd-Akkus werden aufgrund zu geringer Kapazität und Gefahrstoffbestimmungen nicht mehr verkauft. Manche Li-Ionen-Zellen sind für RC-Modellbau ungeeignet, da sie ungenügende Stromstärken liefern und in der Handhabung im Vergleich zu LiPo- und NiMH-Akkus zu empfindlich sind.
Als Nachfolger der NiMH-Technik sind inzwischen Lithium-Polymer-Akkus (Lipos) verfügbar, die (bei passender Motorisierung) längere Fahrzeiten als NiMH erlauben. Zudem ist das Gewicht deutlich geringer. LiPo-Akkus müssen vor erneutem Laden nicht vollständig entladen werden und haben eine geringere Selbstentladung als NiMH- und NiCd-Akkus. Außerdem kann ein Lithium-Polymer-Akkumulator konstante Dauerströme ohne Leistungseinbruch abgeben. Nachteilig ist der hohe Preis für geeignete LiPo-Ladegeräte und die zusätzlichen Schutzvorkehrungen (feuerfester Ladesack), die beim Laden notwendig sind. Fahrzeuge mit LiPo-Akkus brauchen eine Schaltung, die vor Tiefentladung schützt (LiPo-Cutoff), da Tiefentladung diesen Akkutyp irreparabel schädigt.
Trotz etwas geringerer Energiedichte im Vergleich zu Lipos werden zunehmend auch Lithium-Eisenphosphat-Akkumulatoren im RC-Bereich eingesetzt. Hauptvorteil ist die bessere Haltbarkeit (Zyklenfestigkeit), wodurch sich die Wirtschaftlichkeit deutlich erhöht. Auch die mechanische Robustheit und thermische Unempfindlichkeit wiegen oft das etwas höhere Gewicht und Baugröße auf. Zudem können diese meist mit einem höheren Strom geladen werden und sind so schneller wieder einsatzfähig.
Je nach Leistung des Motors und des Akkupacks sind so Laufzeiten von 5 bis 20 Minuten möglich, bei schwächer motorisierten Fahrzeugen und Brushless-Motoren auch deutlich mehr als 20 Minuten. Die eingeschränkte Laufzeit als bisheriger Hauptschwachpunkt von Elektrofahrzeugen wird durch die heutzutage erhältlichen hochkapazitiven NiMH- und LiPo-Akkus relativiert.

### Zweirad-Antrieb (2WD)
RC-Cars mit 2WD (2 Wheel Drive) besitzen meist Hinterradantrieb. Frontangetriebene Fahrzeuge neigen zum Untersteuern in Kurven (schieben über die Vorderräder) und sind daher kaum verbreitet. Die Vorteile des 2WD-Antriebssystems sind der niedrigere Kaufpreis für entsprechende Fahrzeuge sowie die geringere Anfälligkeit für technische Probleme. Dafür sind die Fahrzeuge bei hohen Geschwindigkeiten oder im Gelände vor allem in Kurven oder bei Nässe deutlich schwerer zu beherrschen als Allrad-Fahrzeuge. Für den Einsteiger, der mit einem einfachen Modell in das Hobby einsteigen möchte, sind sie aber eine durchaus praktische Alternative. Ein Nachteil des Zweiradantriebs ist, dass die Räder der Antriebsachse beim Einsatz stärkerer Motoren schnell verschleißen können.

### Allrad-Antrieb (4WD)
Der Allradantrieb bietet den bestmöglichen Vortrieb auch für Glattbahn-Fahrzeuge und ist im Gelände unabdingbar. Fahrzeuge mit 4WD haben nicht nur ein gutmütigeres Fahrverhalten, sondern sind auch in Extremsituationen deutlich besser beherrschbar als 2WD-Autos. Dafür sind sie spürbar teurer und haben einen höheren Wartungs- und Reparaturaufwand.
Es gibt mehrere Möglichkeiten, die Antriebsenergie auf vier Räder zu verteilen. Im RC-Car-Bereich sind der Kardanantrieb (über eine starre Welle) und der Riemenantrieb (über einen Gummi-Zahnriemen) üblich. Meistens wird ein Mittelmotor-Konzept (Motor vor der Hinterachse) eingesetzt, um eine optimale Gewichtsverteilung zu erzielen. Bei Elektrofahrzeugen sind allerdings auch Frontmotoren anzutreffen. Das ist aber meistens nur bei frontgetriebenen Fahrzeugen der Fall, wie beim Tamiya FF01 (Motor vor der Vorderachse) oder FF02 (Motor hinter der Vorderachse).
Es werden meist mindestens zwei Differentiale verwendet. Ein Mitteldifferential wird meist im Maßstab 1:8 verwendet und erlaubt zum Beispiel unterschiedliche Reifen vorne und hinten oder hilft, die Aufstellneigung beim Beschleunigen oder Bremsen zu verringern. Noch seltener ist ein Freilauf, der zum Beispiel die Vorderräder von der Motorbremse (Elektromotor) entkoppeln kann.
Vereinzelt anzutreffen sind die in den 1980er-Jahren noch üblichen Doppelmotor-Autos. Damals wurde für den Allrad-Antrieb einfach je Achse ein Elektromotor eingebaut. Diese Fahrzeuge hatten zwar enormen Vortrieb, durch die (unvermeidlichen) Unterschiede beider Motoren waren sie aber teilweise sehr schwer zu beherrschen. Außerdem ist diese Art von Autos sehr schwer und weist durch den höheren Energieverbrauch deutlich weniger Fahrzeit auf.
Es gibt noch Modelle mit Doppelmotor-Antrieben wie e-Maxx, Wild Dagger, Double Blaze, Tamiya Super Clodbuster oder E-Savage. Anwendung findet die Technik des Doppelmotor-Antriebes häufig auch bei Crawlern.

## Fahrwerk und Räder
Die größeren Modelle (ab Maßstab 1:12) haben in der Regel an allen Rädern Einzelradaufhängung mit Doppelquerlenkeraufhängung mit Federbeinen und Öldruckstoßdämpfern. In hochwertigen Fahrzeugen sind auch Gasdruck-Stoßdämpfer anzutreffen. Die Reifen sind in der Regel aus Gummi oder Moosgummi und werden auf Kunststofffelgen oder Metallfelgen aufgezogen.
Bei der Aufhängung gibt es diverse Tuning-Möglichkeiten: die Verwendung härterer oder weicherer Federn, Stabilisatoren, Stoßdämpferöl mit unterschiedlicher Viskosität, Begrenzung des Federwegs, Einstellung von Spur und Sturz. Alles, was im Bereich großer Autos möglich ist, kann auf Wunsch auch bei einem entsprechend ausgestatteten RC-Car variiert werden.
Reifen gibt es in verschieden harten Gummimischungen, mit oder ohne Profil. Die Reifenhärte kann über Schaumgummi-Einlagen variiert werden. Für eine bestmögliche Traktion und hohe Geschwindigkeiten werden Reifen und Felge miteinander verklebt, damit es keinen Schlupf gibt. Es gibt verschiedene Arten von Reifen, wie Hohlkammerreifen, Moosgummireifen und Reifen mit Schaumgummieinlagen, welche für beste Bodenhaftung je nach Straßenbelag sorgen. Moosgummireifen allerdings bieten auf staubigen und feuchten Untergründen wenig Haftung, gerade bei Nässe saugen die Moosgummis sich komplett voll. Für Fahrzeuge im Maßstab 1:8 aber gibt es auch Moosgummireifen, die erst dann Grip bieten, wenn sie sich vollgesaugt haben. Diese sind demnach im Regen gut einzusetzen.

## Kardan und Riemenantrieb
Weiter unterscheidet man zwischen Riemen- und Kardanantrieb.
Der Kardanantrieb ist dem Riemenantrieb in Effizienz unterlegen, heutzutage findet man jedoch fast nur noch kardangetriebene Fahrzeuge, da sie einfacher zu warten sind. In der vor allem in Amerika beliebten Klasse 1:10-Elektrodragster werden Riemenantriebe für Wettbewerbe auf der Straße eingesetzt. Für Hobby- und Spaßfahrer ist ein Riemenantrieb eher ungeeignet, da er zu Defekten durch Zerreißen neigt. Hier macht ein Kardantrieb weniger Probleme. In Wettbewerbsfahrzeugen der 1:10 Elektrotourenwagen werden fast ausschließlich Riemenantriebe verwendet.

## Einstellbarkeit
Vor allem moderne 1:10-Elektro- oder -Verbrennerautos im Wettbewerbssegment bieten vielfältige Einstellmöglichkeiten. Die so genannten Set-ups kann man auch von Set-up-Sheets übernehmen, die von Profifahrern für ein bestimmtes Fahrzeug und eine bestimmte Strecke ausgetüftelt worden sind, meistens von Teamfahrern.
Set-up-Möglichkeiten:
Ackermann
Die Einschlagswinkeldifferenz der Vorderräder.
Anti-Drive (bzw. Kickup)
Der Winkel der vorderen Querlenkern zum Chassis.
Anti-Squat
Der Winkel der hinteren Querlenkern zum Chassis.
Dämpferbrücke
Wenn verschiedene Befestigungslöcher vorhanden sind, kann man hier den Winkel der Dämpfer einstellen und so seine Progressivität bestimmen.
Dämpferöl und Federn
Mit Öl verschiedener Viskositäten und mit unterschiedlich harten Federn, kann man die Dämpfercharakteristik des Fahrzeugs verändern.
Differentialöl
Mit Differentialölen verschiedener Viskositäten kann man die Sperrwirkung des Differentials einstellen.
Droop
Die Ausfederwegsbegrenzung. An den Droopschrauben kann man einstellen wie weit das Car ausfedern soll.
Fahrzeughöhe
Dieser Parameter wird an den Dämpfern eingestellt. Die optimale Höhe eines Onroad-R/C-Cars ist rund fünf Millimeter über dem Boden, bei Strecken mit wenig Grip kann man eventuell hinten etwas mehr Bodenfreiheit einstellen, da so ein Sog unter dem Car erzeugt wird, dass es in den Kurven praktisch am Boden „klebt“.
Federvorspannung
Wird auch an den Dämpfern eingestellt. Je nach Ausführung wird diese mittels Klipsen, die zwischen Feder und Dämpfergehäuse angebracht werden verstellt oder mittels einer Rändelmutter. Dies beeinflusst die Bodenfreiheit und die Dämpfercharakteristik.
Nachlauf
Bezeichnet den Winkel des Lenkhebelträgers zur Fahrbahn.
Rollcenter
Dieser Ausdruck bezeichnet das Rollzentrum, das in der Höhe verstellbar ist.
Spur
Bezeichnet den Winkel der Räder zueinander von oben gesehen. Dies wird über das Lenkgestänge, verschiedene Spurblöcke bzw. Einsätze für selbige eingestellt.
Stabilisator
Verringert die Seitenneigung in den Kurven, durch verschieden dicke Drähte oder verschiedene Befestigungspunkte.
Sturz
Bezeichnet, von vorne gesehen, den Winkel der Räder zueinander. Dies wird über die oberen Querlenker eingestellt.